# Phytomyza thysselini
Phytomyza thysselini är en tvåvingeart som beskrevs av Friedrich Georg Hendel 1923. Phytomyza thysselini ingår i släktet Phytomyza och familjen minerarflugor.
Artens utbredningsområde är Tyskland. Arten är reproducerande i Sverige. Inga underarter finns listade i Catalogue of Life.